# Tenkō
Tenkō (転向?), literalmente, «cambio de dirección», es una expresión japonesa que se refiere al giro ideológico de numerosos socialistas y comunistas japoneses que entre 1925 y 1945 renunciaron a sus ideas de izquierdas y en muchos casos, aunque no todos, se realinearon con la «comunidad nacional». Entre 1928 y 1934, fueron detenidos casi 60 000 miembros del Partido Comunista de Japón (PCJ) acusados de infringir la Ley de Preservación de la Seguridad Pública de 1925, que prohibía apoyar o pertenecer a cualquier grupo que buscara derrocar el Estado.
El tenkō se producía especialmente bajo coacción, muy frecuentemente bajo custodia policial, y era un requisito exigido al detenido para su puesta en libertad, aunque en cualquier caso seguiría expuesto a la vigilancia y al hostigamiento. Sin embargo, también era un fenómeno más amplio, una clase de reorientación cultural que no siempre implicaba la represión directa.
Durante las siguientes décadas, el término se empleó de forma como una especie de prueba del tornasol moral para evaluar la trayectoria de los intelectuales que habían estado activos antes y después de la guerra, y, de forma más amplia, como una metáfora de la experiencia colectiva de toda una generación de japoneses.
Uno de los casos más notables de tenkō se produjo en junio de 1933, cuando Sano Manabu (1892—1953) y Nabeyama Sadachika (1901—1979), miembros de la dirección del PCJ, escribieron una nota de renuncia a su adscripción a la Internacional Comunista en la que se oponían al control de Moscú sobre el partido y proponían en su lugar un modo específicamente japonés de cambio revolucionario bajo los auspicios imperiales. El Ministerio de Justicia de Japón distribuyó esta proclamación a casi 1800 miembros del PCJ que estaban bajo custodia policial, y también dispuso encuentros entre Sano y Nabeyama y los presos más maleables para obtener renuncias adicionales. Este plan tuvo éxito: en un mes, hasta 548 presos del PCJ habían abandonado la línea del partido, y la proporción de presos del PCJ que harían tenkō se elevó a más de dos de cada tres.
Esta ola de renuncias ideológicas marcó esencialmente la muerte de la organización del partido, salvo en el exilio. Una vez terminada la guerra, algunos volvieron rápidamente al redil, pero otros permanecieron apolíticos y unos pocos, como Seigen Tanaka, incluso viraron a posiciones derechistas.